# ハイ・バーネット駅
ハイ・バーネット駅（英語: High Barnet tube station）は、ロンドンのバーネット区にある、ロンドン地下鉄の駅である。かつては本線鉄道も乗り入れていた。当駅はノーザン線ハイ・バーネット支線の終点であり、トラベルカード・ゾーン5に含まれる。ノーザン線ではもっとも北にある駅で、ロンドン中心部のチャリング・クロスからは北北西10.2マイル (16.4 km)にあり、南隣りの駅はトッテリッジ・アンド・ウェットストーンである。
ノーザン線の列車は3分から9分の間隔で当駅の島式ホーム1面2線と片面ホーム1線、合計3つのホームから発車し、バンク経由モーデン行き、チャリング・クロス経由ケニントンまたはモーデン行きとして運転される。
深夜0時から1時までの間、列車はイースト・フィンチリー止まりとなり、ロンドン都心にいく場合はイースト・フィンチリーで深夜バスN20に乗り換える必要があるが、N20は当駅を経由している。
当駅東には側線があり、不要となった車両が留置されることがある。

## 歴史
当駅はエッジウェア・ハイゲート・アンド・ロンドン鉄道によって計画され、この鉄道会社を継承したグレート・ノーザン鉄道によって1872年4月1日、バーネット・フェアに開業した。当駅はフィンズベリー・パークからハイゲート経由でエッジウェアに至る路線の支線の終点だった。
1921年鉄道法によりイギリスの鉄道会社は「ビッグ・フォー」と呼ばれる4社に再編され、当駅はロンドン・アンド・ノース・イースタン鉄道の駅となった。イースト・フィンチリーから分岐するハイ・バーネット支線は1930年代に始まった「ノーザン・ハイト」と呼ばれる開発計画の一環としてロンドン地下鉄の路線網に組み込まれ、1940年4月14日からノーザン線の列車が乗り入れるようになった。1941年まではロンドン・アンド・ノース・イースタン鉄道の列車も引き続き当駅に乗り入れていた。当駅には開業時のヴィクトリア様式の建物が多く残されており、ホームの大半にもロンドン地下鉄に組み込まれる以前のものが使われている。
2008年秋から当駅南西の駐車場の隣に列車乗務員の宿泊施設の建設工事が始まり、2010年1月31日から供用されている。
2009年10月までに、バリアフリーに対応するため駐車場から2番・3番ホームに至る屋根付きのスロープが設置されるとともに、移動障害者対応のトイレが設置された。この結果、バリアフリー対応の駅となったが、ホームへの経路のすべてがバリアフリーとなったわけではない。

## バス路線
当駅近隣を多くのロンドンバスの路線が経由しているが、駅周辺の地形が急峻なことから駅に直接乗り入れているバス路線はない。
ミードウェイバス停P - 駅北口から坂を上り、右に曲がった地点にある。
- 184 - ターンパイク駅 - バーネット（チェスターフィールド・ロード）

バーネット・ヒルバス停N（南行） - 駅から歩道の坂を上がり、ミードウェイを横断した地点にある。
- 34 - バーネット教会 - ウァルサムストウ・セントラル駅
- 84 - セント・アルバンス - ニュー・バーネット駅
- 107 - エッジウェア駅 - ニュー・バーネット駅
- 184 - バーネット（チェスターフィールド・ロード） - ターンパイク駅
- 234 - バーネット（スパイアーズ） - ハイゲート・ウッド（サセックス・ガーデンズ）
- 263 - バーネット病院　- アーチウェイ駅
- 307 - バーネット（アークレイ・ホテル） - ブリムスダウン駅
- 326 - バーネット（スパイアーズ） - ブレント・クロス・ショッピングセンター
- 383 - バーネット（スパイアーズ） - ウッドサイド・パーク駅 - 月曜から土曜のみ、夕方を除く
- 384 - バーネット（キンタ・ドライブ） - コックフォスターズ駅
- 389 - バーネット（スパイアーズ） - バーネット（ウェスタン・ウェイ） - 月曜から土曜のみ、買い物時間帯のみ
- N20 - バーネット教会 - トラファルガー広場 - 深夜バス
- 606 - レイヴェンスクロフト・スクール（バーネット） - クイーンズバリー駅 - スクールバス
- 626 - ダム・アリス・オーウェン・スクール（ポッターズ・バー） - フィンチリー・セントラル - スクールバス
- 634 - バーネット病院 - ミューセル・ヒル・ブロードウェイ - スクールバス

バーネット・ヒルバス停R（南行） - 駅舎前を左に曲がり、駐車場わきの歩道を抜け、バーネット・ヒルに至る場所
- 34 - バーネット教会 - ウァルサムストウ・セントラル駅
- 84 - セント・アルバンス - ニュー・バーネット駅
- 107 - エッジウェア駅 - ニュー・バーネット駅
- 234 - バーネット（スパイアーズ） - ハイゲート・ウッド（サセックス・ガーデンズ）
- 263 - バーネット病院　- アーチウェイ駅
- 307 - バーネット（アークレイ・ホテル） - ブリムスダウン駅
- 326 - バーネット（スパイアーズ） - ブレント・クロス・ショッピングセンター
- 384 - バーネット（キンタ・ドライブ） - コックフォスターズ駅
- 389 - バーネット（スパイアーズ） - バーネット（ウェスタン・ウェイ） - 月曜から土曜のみ、買い物時間帯のみ
- N20 - バーネット教会 - トラファルガー広場 - 深夜バス
- 606 - レイヴェンスクロフト・スクール（バーネット） - クイーンズバリー駅 - スクールバス
- 626 - ダム・アリス・オーウェン・スクール（ポッターズ・バー） - フィンチリー・セントラル - スクールバス
- 634 - バーネット病院 - ミューセル・ヒル・ブロードウェイ - スクールバス

バーネット・ヒルバス停Q（北行） - 駅舎を出て左に曲がり、駐車場わきの歩道を抜け、バーネット・ヒルとの交差点を右、ペリカン交差点を渡ってミルトン・アヴェニューを抜けた場所。駅北側の坂を上りバーネット・ヒルを横断、左に曲がって坂を下った場所。駅から徒歩5分を要する。
- 34 - バーネット教会 - ウァルサムストウ・セントラル駅
- 84 - セント・アルバンス - ニュー・バーネット駅
- 107 - エッジウェア駅 - ニュー・バーネット駅
- 234 - バーネット（スパイアーズ） - ハイゲート・ウッド（サセックス・ガーデンズ）
- 263 - バーネット病院　- アーチウェイ駅
- 307 - バーネット（アークレイ・ホテル） - ブリムスダウン駅
- 326 - バーネット（スパイアーズ） - ブレント・クロス・ショッピングセンター
- 384 - バーネット（キンタ・ドライブ） - コックフォスターズ駅
- 389 - バーネット（スパイアーズ） - バーネット（ウェスタン・ウェイ） - 月曜から土曜のみ、買い物時間帯のみ
- N20 - バーネット教会 - トラファルガー広場 - 深夜バス
- 606 - レイヴェンスクロフト・スクール（バーネット） - クイーンズバリー駅 - スクールバス
- 626 - ダム・アリス・オーウェン・スクール（ポッターズ・バー） - フィンチリー・セントラル - スクールバス
- 634 - バーネット病院 - ミューセル・ヒル・ブロードウェイ - スクールバス

## ギャラリー

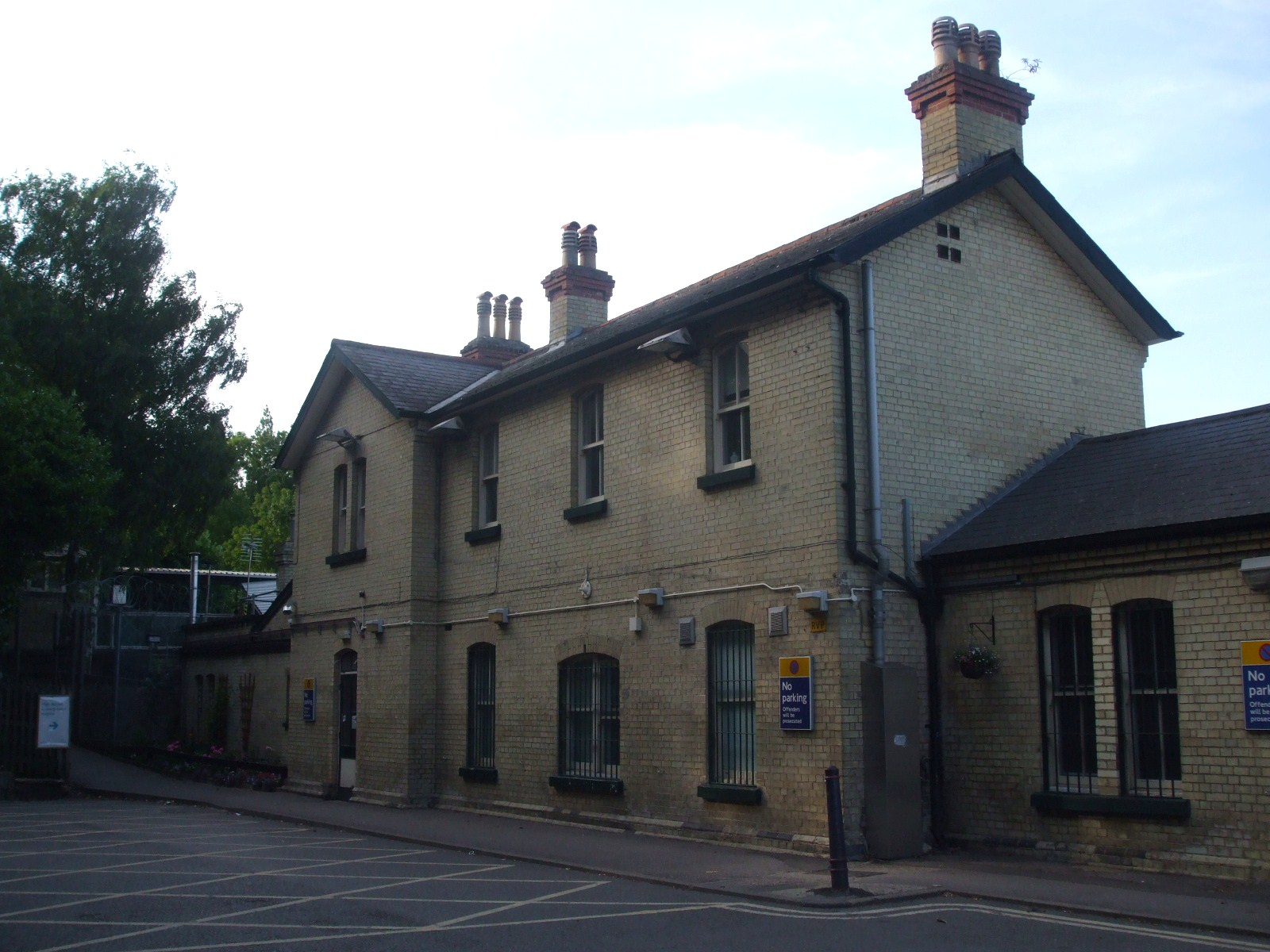
現在使用されている駅入口のすぐ南にあるかつての駅舎
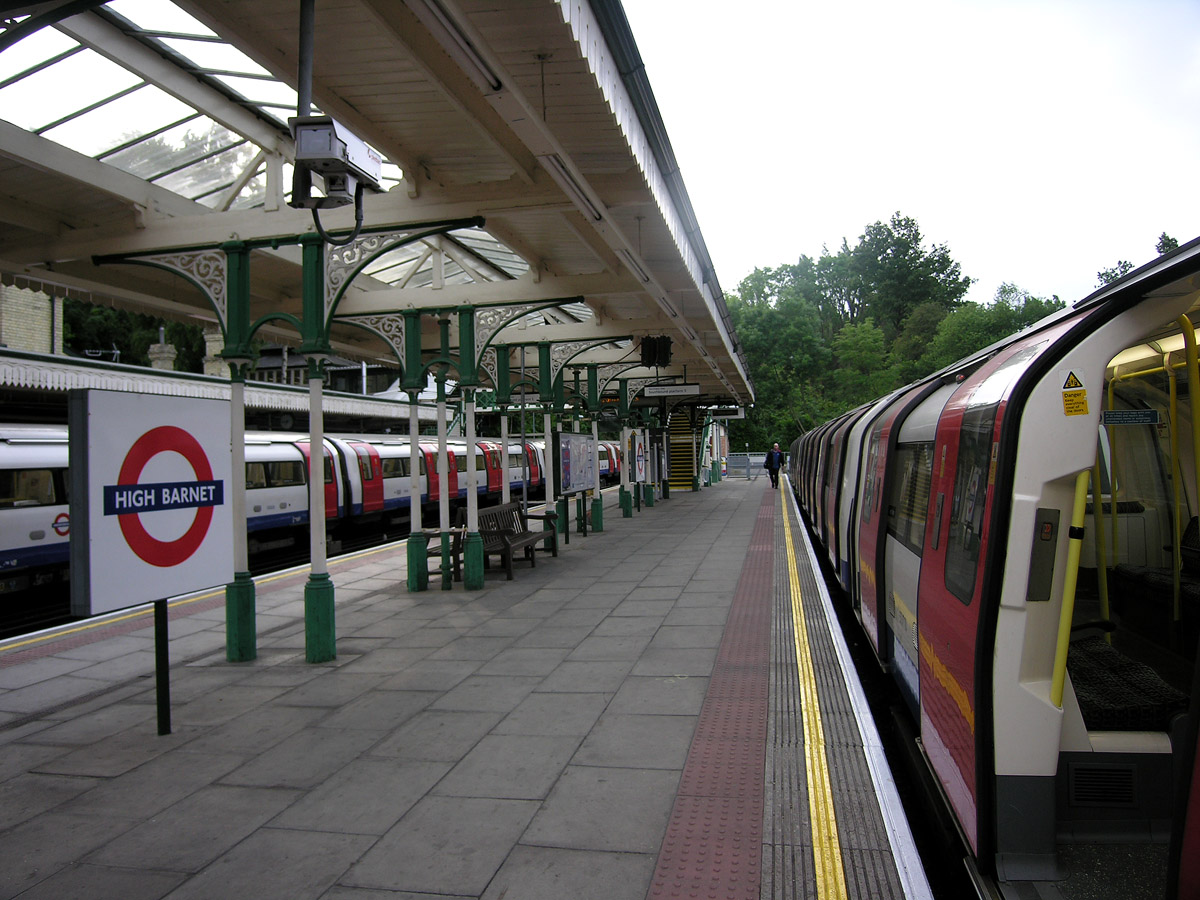
3番線。北を見る。
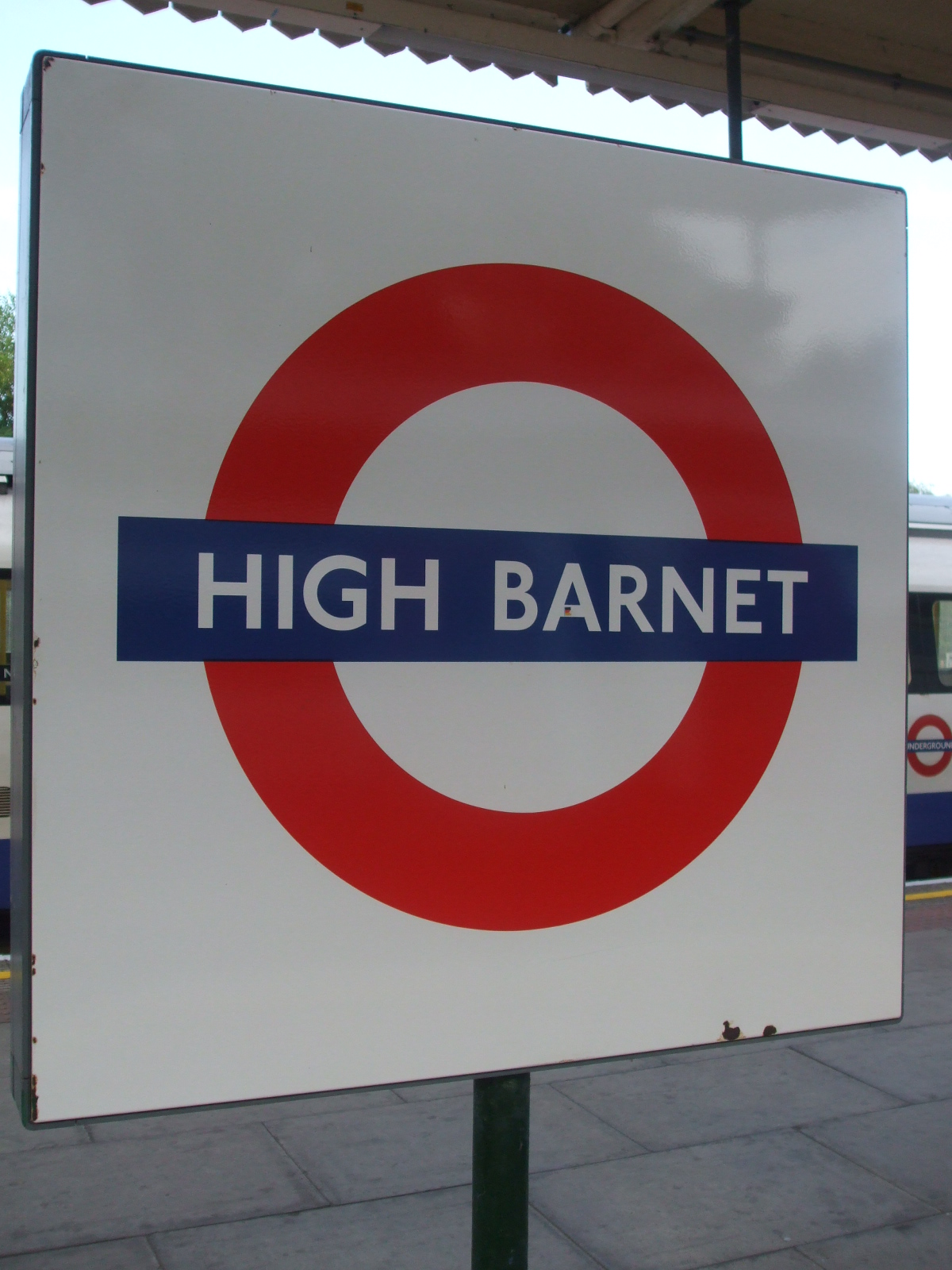
駅名標